# Rottboellia
Rottboellia és un gènere de plantes de la família de les poàcies. És endèmica de l'Àfrica tropical.

## Taxonomia
- Rottboellia campestris Nutt.
- Rottboellia filifolia C. Wright
- Rottboellia impressa Griseb.
- Rottboellia loricata Trin.
- Rottboellia ophiuroides Benth.
- Rottboellia rugosa Nutt.
- Rottboellia thyrsoidea Hack.
- Rottboellia tongcalingii Elmer
- Rottboellia purpurascens
- Rottboellia goalparensis